# Colina (São Paulo)
Colina este un oraș în São Paulo (SP), Brazilia.